# 이재성 (바둑 기사)
이재성(李宰成, 1998년 9월 13일 ~ )은 대한민국의 바둑 기사이다.

## 약력
부산 출신으로 2019년 6월, 제40회 세계아마바둑선수권대회에 한국대표로 참가하여 준우승을 차지했다. 같은해 8월 제12회 노사초배 전국바둑대회 오픈 최강부 결승에 진출하여 강우혁에게 패해 준우승에 머물렀지만 입단포인트 110점으로 포인트 입단을 했다. 2020년 2단을 거쳐 2021년 3단으로 승단했다.